# Druckstoß

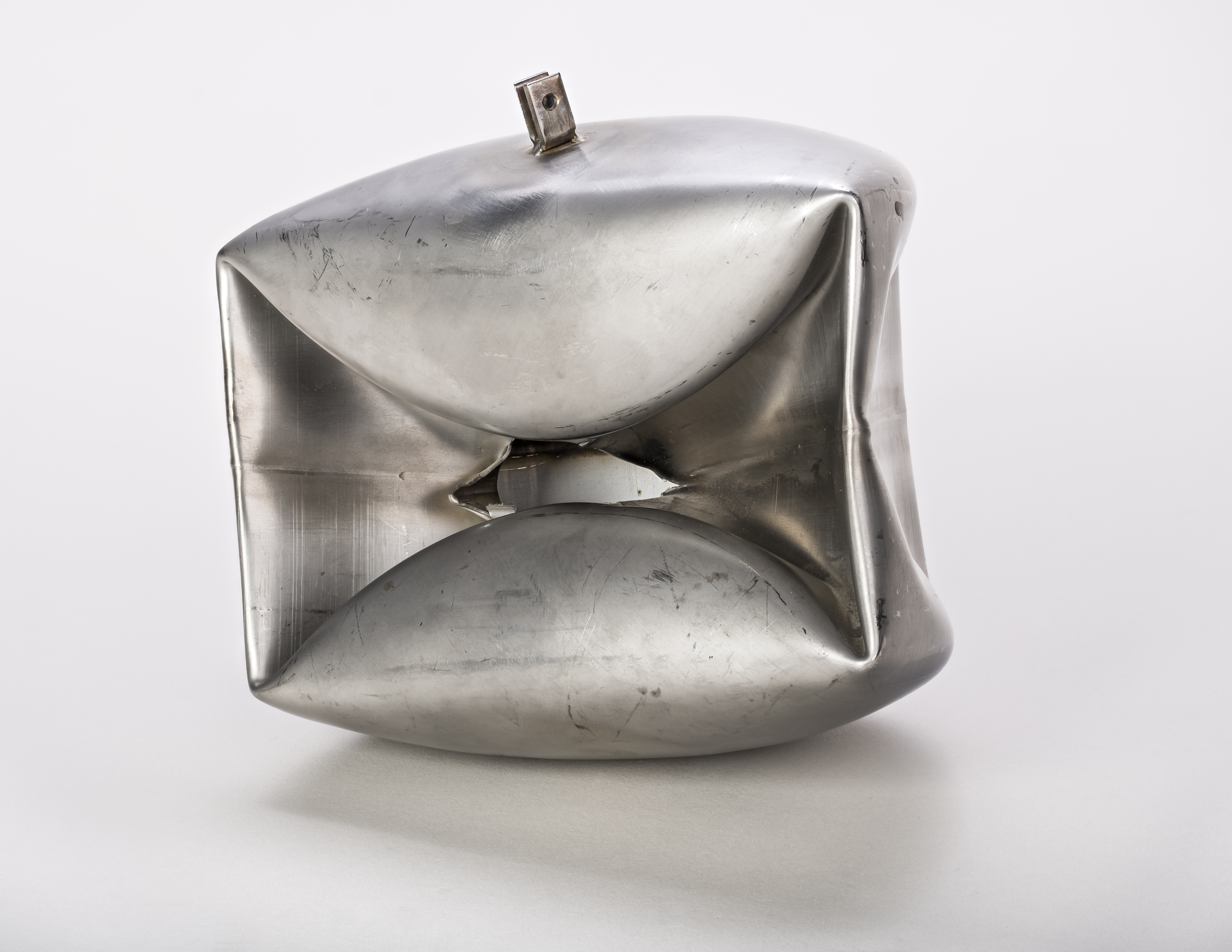
Auswirkung eines Joukowsky-Stoßes auf einen Flüssigkeitsschwimmer

Ein Druckstoß (auch Wasserhammer oder Druckschlag, englisch pressure surge) bezeichnet die dynamische Druckänderung eines Fluids. Der Druckanstieg in einer Rohrleitung, der beim zu raschen Schließen einer Absperr- oder Stellarmatur auftritt, wird als Joukowsky-Stoß bezeichnet.
Druckstöße sind in technischen Anlagen generell unvermeidlich, sobald Absperreinrichtungen den Fluss regeln. Das Ausmaß lässt sich durch Ausgleichbehälter und durch langsame Schließvorgänge aber begrenzen.
Druckstöße zeigen in mit Flüssigkeit gefüllten Systemen höhere Druckanstiege als in solchen, die Gas enthalten. Der Grund für diesen Unterschied liegt darin, dass Flüssigkeiten weniger kompressibel sind als Gase. Außerdem ist die Dichte von Flüssigkeiten größer, was bei gleichem Volumen und gleicher Geschwindigkeit zu einem größeren Impuls des Fluids führt.
Der Druck wird durch longitudinale Druckwellen weitergegeben.

## Geschichte

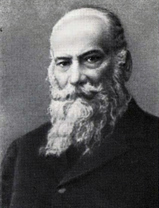
Nikolai Joukowsky

Bereits seit der Antike sind die grundsätzlichen Ursachen für Druckstöße in flüssigkeitsgefüllten Rohrleitungen und die damit verbundene Gefahr der Anlagenbeschädigung/-zerstörung bekannt. Marcus Vitruvius Pollio beschrieb im 1. Jahrhundert vor Christus das Auftreten von Druckstößen in Blei- und Steinrohren der römischen Wasserversorgung.
1883 veröffentlichte Johannes von Kries die Theorie des Druckstoßes in einer Veröffentlichung über den Blutfluss in Arterien. Damit hat er entgegen der landläufigen Meinung vor Nikolai Joukowsky die Joukowsky-Formel aufgestellt. Dieser führte 1897 ausführliche Experimente an Trinkwasserleitungen durch und veröffentlichte seine Ergebnisse 1898. Als generelle Bezeichnung des Druckstoßes setzte sich daraufhin der Begriff Joukowsky-Stoß durch.

## Ursachen
Soll ein Fluid in einer Rohrleitung beschleunigt bzw. abgebremst werden (Bremsung als negative Beschleunigung), so ist dafür aufgrund der Trägheit des Fluids eine gewisse Kraft nötig. Das zweite Newtonsche Gesetz besagt:
{\displaystyle F=p\cdot A}
mit
- der Kraft {\displaystyle F}
- dem Druck {\displaystyle p}
- der Querschnittsfläche {\displaystyle A} der Rohrleitung.

Die nötige Kraft resultiert in einer Änderung des Druckes. Beschleunigt (bzw. abgebremst) wird ein Fluid in einer Rohrleitung z. B. durch das Schließen eines Ventils oder einer Absperrklappe (Klappenschlag) sowie durch das An- und Abfahren von Pumpen.
Die meisten Pumpen sind mit Rückschlagklappen versehen. Werden zwei oder mehr solcher Pumpen parallel betrieben und findet ein Umschalten der Pumpen statt, so kann durch die auslaufende(n) Pumpe(n) eine Rückströmung entstehen, welche von der Rückschlagklappe verhindert werden soll. Wird eine herkömmliche (relativ langsam schließende) Rückschlagklappe verwendet, so schließt diese erst, wenn sich die Rückströmung bereits teilweise ausgebildet hat; in diesem Fall entsteht ein Druckstoß.

## Auswirkungen
Durch zu hohe Druckstöße können Schäden an der betroffenen Anlage auftreten. Rohrleitungen können schlimmstenfalls platzen oder Halterungen der Rohrleitungen können beschädigt werden. Zudem sind Armaturen, Pumpen, Fundamente und weitere Bestandteile des Leitungssystems (z. B. Wärmeübertrager) gefährdet. Bei Trinkwasserleitungen kann ein Druckstoß dazu führen, dass von außen Schmutzwasser eingesaugt wird.
Da Schäden an Rohrleitungen nicht zwangsläufig sofort ersichtlich sind (z. B. bei der Beschädigung eines Flansches), ist es nötig, sich schon bei der Planung einer Rohrleitung mit dem Druckstoß zu beschäftigen.
Beim hydraulischen Widder ist der Effekt des Druckstoßes jedoch essenziell für seine Funktion.

### Druckerhöhung
Wird ein Fluid in einer Rohrleitung durch ein Ventil abgebremst, so wird stromaufwärts des Ventils Bewegungsenergie {\displaystyle W} frei:
{\displaystyle W={\frac {1}{2}}mv^{2}}
mit
- der Flüssigkeitsmasse m
- der Geschwindigkeit v.

Dieser Energiebetrag wird in Volumenänderungsarbeit umgewandelt:
{\displaystyle W_{\mathrm {1,2} }=-\!\int \limits _{V_{1}}^{V_{2}}\!p\,dV}
mit
- dem Anfangsvolumen V1
- dem Endvolumen V2
- der Druckänderung p dV.

Das Fluid wird also komprimiert. Da beispielsweise Wasser aufgrund seines hohen Kompressionsmoduls nahezu inkompressibel ist, entstehen bei der Verrichtung der Volumenänderungsarbeit hohe Drücke.
Dieser Zusammenhang steht analog zum Bremsweg eines Autos: je kürzer der Bremsweg, desto höheren Kräften sind die Fahrzeuginsassen ausgesetzt.
Da wasserführende Leitungen beim Betreiben einer Anlage teilweise sehr schnell geschlossen werden müssen (z. B. bei einem Lastabwurf), sind die entstehenden Druckstöße dementsprechend hoch.

#### Schäden
Trotz moderner Simulationsprogramme und langer Erfahrung mit Druckstößen sind auch heute immer wieder Schäden an Rohrleitungen zu beobachten.
Einer der spektakulärsten Unfälle der letzten Jahre ereignete sich 1998 in New York City, als eine Hauptwasserleitung mit 48 Zoll Durchmesser brach und die Fifth Avenue überflutete.
Auch in Hamburg kam es am Samstag, dem 4. Juli 2009, zu mehreren Druckstoßschäden. Nach einem Spannungseinbruch in der Stromversorgung aufgrund einer Havarie eines Transformators im Kernkraftwerk Krümmel und darauf erfolgter Reaktorschnellabschaltung als vorbeugender Sicherheitsmaßnahme, fielen im gesamten Hamburger Stadtgebiet abrupt Pumpen in 14 Wasserwerken aus. Dies verursachte unzulässig hohe Druckstöße. Als der Druck beim Anfahren der Pumpen wieder stieg, kam es zum Bruch der zuvor geschädigten Leitungen. Als Folge kam es zwischen 17.20 Uhr am Samstag und 18.45 Uhr am Sonntag zu insgesamt 16 Wasserrohrbrüchen. Personenschäden entstanden weder im Kernkraftwerk Krümmel noch bei der Hamburger Wasserversorgung.
Ein Erklärmodell des Unfalls am Wasserkraftwerk Sajano-Schuschenskaja am 17. August 2009, bei dem 75 Tote zu beklagen waren und mehrere Turbinen-Generatoren-Gruppen zerstört wurden, war ein Kavitationsschlag nach dem Abreißen der Wassersäule im Saugrohr als Folge des zu schnellen Schließen der Leitschaufeln der Francis-Turbinen nach einem Lastabwurf.

### Drucksenkung
Beim Schließen einer Armatur bewegt sich stromabwärts das Fluid von der Armatur weg. Die Druckänderung wird deshalb negativ. Unterschreitet der Druck den Dampfdruck des Fluids, so bildet sich eine Dampfblase. Durch den dann vorherrschenden Unterdruck wird das Fluid in Gegenrichtung beschleunigt und trifft auf das geschlossene Ventil. Es entsteht ein Kavitationsschlag, der dieselben Auswirkungen wie ein Druckstoß hat. Dieses Abreißen der Wassersäule wird auch als Makrokavitation bezeichnet.

## Berechnung

### Der Joukowsky-Stoß
Der Druckstoß wurde von Joukowsky im Jahre 1898 erkannt und von Allievi im Jahre 1905 theoretisch hergeleitet:
{\displaystyle \Delta p=\rho \cdot c\cdot \Delta v}
mit
- der Druckänderung {\displaystyle \Delta p} in N/m²
- der Dichte {\displaystyle \rho } in kg/m³
- der Wellenfortpflanzungsgeschwindigkeit {\displaystyle c} in m/s; sie beträgt bei Fluiden

{\displaystyle c_{\text{Fluid}}={\sqrt {\frac {K}{\rho }}}}  mit
- dem (adiabatischen) Kompressionsmodul {\displaystyle K}
- der Dichte {\displaystyle \rho }
- der Geschwindigkeitsänderung {\displaystyle \Delta v} in m/s.

Diese Beziehung gilt nur für Rohrleitungen, bei denen
- die Wandreibung in Bereichen des Wassertransportes oder darunter liegt,
- die Geschwindigkeitsänderung unter der Wellenfortpflanzungsgeschwindigkeit liegt ({\displaystyle \Delta v<c}) und
- der Zeitraum {\displaystyle T_{s}} der Geschwindigkeitsänderung kleiner als die Reflexionszeit {\displaystyle T_{r}} ist ({\displaystyle T_{s}\leq T_{r}}).

#### Größenordnung
Für Wasser {\displaystyle \left(\rho =1000\,\mathrm {\frac {kg}{m^{3}}} ,\,c=1484\,\mathrm {\frac {m}{s}} \right)}
liefert eine typische Geschwindigkeitsänderung {\displaystyle \Delta v=10\,\mathrm {m/s} } einen Joukowsky-Stoß
{\displaystyle \Rightarrow \Delta p\approx 14{,}8\,\mathrm {MPa} }.

### Unter Beachtung der Schließzeit
Wenn die Schließzeit des Absperrorganes (oder die Nachlaufzeit der Pumpe) beachtet werden, ergeben sich weniger konservative Werte als die o. g. technisch maximal mögliche Druckerhöhung:
{\displaystyle {\begin{aligned}\Delta p&=c\cdot \rho \cdot \Delta v\cdot {\frac {T_{r}}{T_{s}}}\\&\leq \Delta p_{\text{Joukowsky}}\end{aligned}}}  mit  {\displaystyle T_{r}\leq T_{s}\Leftrightarrow {\frac {T_{r}}{T_{s}}}\leq 1}  mit
- der Reflexionszeit {\displaystyle \ T_{r}={\tfrac {2\cdot L}{c}}},
- der Länge                                           {\displaystyle L} der Rohrleitung und
- der Schließzeit                                     {\displaystyle T_{s}} der Armatur.

Die Reflexionszeit ist die Zeit, die nötig ist, um die Druckänderung von der Armatur bis zum Leitungsende und wieder zur Armatur weiterzugeben. Bei dieser Abschätzung des Druckstoßes fällt die Wellenfortpflanzungsgeschwindigkeit nicht mehr ins Gewicht. Zu einer genaueren Abschätzung können Ventilkennlinien mit einbezogen werden. Im Detail kann man dann die Rekursionsformel nach Allievi (ohne Rohrreibung) anwenden, um die Druckerhöhung aufgrund des Ventilschließvorganges zu berechnen.

### Druckstöße in Leitungen

#### Allgemein
Der oben berechnete Joukowsky-Druckstoß unter Verwendung der Wellenfortpflanzungsgeschwindigkeit des Strömungsmediums stellt die ideale, physikalisch maximal mögliche Druckerhöhung bei einer unendlich steifen Rohrleitung dar. Um realere Werte zu erreichen, wird die Elastizität der Rohrwand bei der Berechnung berücksichtigt, was die Wellenfortpflanzungsgeschwindigkeit und damit die Druckerhöhung reduziert.
Für c in m/s gilt:
{\displaystyle c={\frac {c_{\text{Fluid}}}{\sqrt {1+{\frac {K_{f}\cdot d_{i}\cdot (1-\mu ^{2})}{E_{R}\cdot s}}}}}}
mit
- {\displaystyle K_{f}} = Kompressionsmodul des Fluids in N/m²
- {\displaystyle d_{i}} = Innendurchmesser des Rohrs in m
- {\displaystyle \mu } = Querkontraktionszahl des Rohrmaterials
- {\displaystyle E_{R}} = Elastizitätsmodul der Rohrwand in N/m²
- {\displaystyle s} = Rohrwanddicke in m.

#### Sonderfall dünnwandiges Rohr
Beim dünnwandigen Rohr vereinfacht sich die Gleichung der Wellenfortpflanzungsgeschwindigkeit zu:
{\displaystyle c={\frac {c_{\text{Fluid}}}{\sqrt {1+{\frac {K_{f}\cdot d_{i}}{E_{R}\cdot s}}}}}}

#### Sonderfall Felsstollen
Bei in Fels geschlagenen Stollen ist die Wanddicke unbestimmt extrem groß, somit gilt für diese Anwendung:
{\displaystyle c={\frac {c_{\text{Fluid}}}{\sqrt {1+{\frac {2\,K_{\!f}}{E_{\mathrm {W\ \!\!and} }}}}}}}
mit
- {\displaystyle E_{\mathrm {W\ \!\!and} }} = Elastizitätsmodul des Felses in N/m².[11]

### Line-Packing
In einer fließenden Rohrleitungs-Strömung kommt es aufgrund von Reibungsdruckverlusten (Wandreibung und Dissipation) zu einer Druckreduzierung. Bei einem Stillstand der Strömung infolge eines Ventilschließvorganges fällt dies schlagartig fort, was zu einem zusätzlichen Druckanstieg führt, der zum Joukowsky-Stoß zu addieren ist.
Die Joukowsky-Gleichung stellt u. a. deshalb nur eine ungenaue Näherung dar, der real entstehende Druckstoß kann noch höhere Drücke erreichen (z. B. in Pipelines). Deshalb müssen Druckstöße evtl. numerisch simuliert werden.

## Reduzierende Maßnahmen und Faktoren
- Eine Erhöhung der Ventilschließzeit bewirkt eine Minderung des Druckstoßes. Dies lässt sich z. B. durch hydraulisch unterstützte Klappen erreichen.
- Schnell schließende Rückschlagklappen vermeiden einen Druckstoß beim Umschalten von Pumpen.
- Schwungräder bewirken längere Anfahr- und Abfahrzeiten von Pumpen.
- Wasserschlösser bewirken, dass das Fluid frei ausschwingen kann.
- Vakuumbrecher mindern den Kavitationsschlag.
- Membranspeicher oder Druckstoßkessel, mit der Leitung verbundene zylindrische Druckbehälter in Nähe der Pumpen, die mit Luft gefüllt sind und den Stoß dämpfen.

## Numerische Berechnungsmethoden
Für Rohrleitungssysteme werden Druckstoßberechnungen auf numerischem Wege durchgeführt. Dafür gibt es spezielle, leistungsfähige Computerprogramme.
Als Grundlage dieser Programme dienen Druckstoßgleichungen, welche aus den Gesetzen der Massenerhaltung und der Impulserhaltung resultieren. Im Vergleich zu analytischen Methoden sind diese nicht nur für kompressible, sondern auch für inkompressible Medien geeignet.  Die Rohrleitung wird in zahlreiche Einzelsegmente unterteilt und der Druckstoß in kleinen Zeitabschnitten berechnet. Ausgegeben werden die Ergebnisse z. B. als Zeitfunktionen der Drücke, der Dichten, der Massenströme, der Stellgrößen der Ventile oder der Pumpendaten. Es können auch dynamische Lasten berechnet werden, welche einer Strukturanalyse des Rohrleitungssystems dienen.